# Üss a kazettára!
Az Üss a kazettára a Republic együttes különleges kiadványa, amit hivatalosan a második nagylemezként tartanak nyilván. 

## Története
A zenekar két nagylemezre szóló szerződést kötött a Hungarotonnal, ebből az első el is készült Indul a mandula!!! címmel. Megjelenése után azonban a velük dolgozó munkatársak közül többen a Quint kiadóhoz távoztak. A tagok szerették volna követni őket, de a szerződés akadályt jelentett. Úgy döntöttek, megpróbálják minél egyszerűbb módon teljesíteni kötelezettségüket: Nagy László Attila 36 percnyi dobszólóját nyújtották be. Az anyag csak magnókazettán jelent meg, kis példányszámban. A cím egyrészt utal a hangszerre és a hanghordozóra, ugyanakkor arra is, hogy kényszerűségből jelent meg.
A korlátozott példányszám miatt a kazetta keresett ritkasággá vált a gyűjtők körében. A hanganyagot a Hungaroton néhány éve fizetősen letölthető formában közzétette.

## Kiadás
- 1991 MC – limitált példányszám

## Közreműködött
- Nagy László Attila – dob, ütőhangszerek

A felvételen nem játszó Republic-tagok: Tóth Zoltán, „Rece Apó” Bali Imre, Boros Csaba, Cipő